# Strategia motyla
Strategia motyla – opcyjna strategia inwestycyjna polegająca na kombinacji pozycji długiej oraz pozycji krótkiej w 4 opcjach sprzedaży lub w 4 opcjach kupna. W zależności od przewidywań w zakresie zmiany ceny instrumentu bazowego stosuje się jedną z niżej wymienionych wersji tej strategii.

## Długa strategia motyla (long butterfly spread)

Długa strategia motyla

Strategia jest stosowana w sytuacji gdy spodziewana jest stabilizacja ceny instrumentu bazowego. Strategię można skonstruować na dwa sposoby zarówno przy wykorzystaniu opcji kupna, jak i opcji sprzedaży.
- Opcja kupna (long call butterfly spread) – inwestor nabywa opcję kupna o relatywnie niskiej cenie wykonania K1, relatywnie wysokiej K3 i wystawia dwie opcje kupna o cenie wykonania K2 pomiędzy K1 i K3. Wartość K2 powinna być zbliżona do aktualnej ceny instrumentu bazowego.

- Opcja sprzedaży (long put butterfly spread) – inwestor nabywa opcję sprzedaży o relatywnie niskiej cenie wykonania K1, relatywnie wysokiej K3 i wystawia dwie opcje sprzedaży o cenie wykonania K2 pomiędzy K1 i K3. Wartość K2 powinna być zbliżona do aktualnej ceny instrumentu bazowego.

## Krótka strategia motyla (short butterfly spread)
Strategia jest stosowana w sytuacji gdy spodziewana jest zmiana ceny instrumentu podstawowego. Strategię można skonstruować na dwa sposoby zarówno przy wykorzystaniu opcji kupna, jak i opcji sprzedaży.
- Opcja kupna (short call butterfly spread) – inwestor wystawia opcję kupna o relatywnie niskiej cenie wykonania K1, relatywnie wysokiej K3 i kupuje dwie opcje kupna o cenie wykonania K2 pomiędzy K1 i K3. Wartość K2 powinna być zbliżona do aktualnej ceny instrumentu bazowego.
- Opcja sprzedaży (short put butterfly spread) – inwestor wystawia opcję sprzedaży o relatywnie niskiej cenie wykonania K1, relatywnie wysokiej K3 i kupuje dwie opcje sprzedaży o cenie wykonania K2 pomiędzy K1 i K3. Wartość K2 powinna być zbliżona do aktualnej ceny instrumentu bazowego.